# Johannes Geiss
Ne doit pas être confondu avec Johannes Geis.
Pour les articles homonymes, voir Geiss.
Johannes Geiss, né le 4 septembre 1926 à Stolp et mort le 30 janvier 2020, est un physicien germano-suisse.

## Biographie
Johannes Geiss est né le 4 septembre 1926 à Stolp, dans la province prussienne de Poméranie, en Allemagne (aujourd'hui Słupsk, en Pologne). Il est le fils de Hans Geiss, agriculteur, et d'Irene Wilk. Il s'est marié en 1955 avec Carmen Bach.
En 1944, il a eu un baccalauréat d'urgence (les bacheliers étaient envoyés sur le front) à Stolp. Il a ensuite fait des études de physique de 1947 à 1950 à Göttingen, où en 1953 il a écrit une thèse de doctorat intitulée Isotopenanalysen an „gewöhnlichem Blei“ (Analyses isotopiques sur le « plomb ordinaire »).
Il a ensuite mené des recherches dans les domaines de la géochronologie à l'Université de Berne et à l'université de Chicago. De 1958 à 1959, Geiss a été professeur agrégé à l'université de Miami et a étudié l'histoire du climat de la Terre. En 1960, il est retourné à l'Université de Berne et y a été professeur titulaire pendant 31 ans, jusqu'en 1991, ainsi que directeur de l'Institut de physique de 1966 à 1989. De 1995 à 2002, Geiss a été codirecteur de l'Institut international des sciences spatiales, à Berne.
Dans les années 1960, il est le premier à fournir la composition de gaz nobles dans le vent solaire et est scientifiquement actif sur cinq missions Apollo. Il est notamment considéré comme le « père » de la Solar Wind Composition Experiment, expérience de conception suisse, première expérience réalisée sur la Lune, dans le cadre d'Apollo 11. Avec Hubert Reeves, Geiss détermine l'abondance cosmique du deutérium et calcule la densité baryonique de 0,2 atome par mètre cube.
Johannes Geiss meurt le 30 janvier 2020 à l'âge de 93 ans,.

## Prix
- 2001 : médaille Albert-Einstein[3],[4]
- 2005 : médaille William-Bowie[5]

## Honneurs et appartenance
- 1978 : membre de l'Académie nationale des sciences[6]
- 1978 : membre de l'Académie américaine des arts et des sciences
- 1989 : membre de l'Academia Europaea[7]
- 2019 : honoré par l'Université de Berne, sculpture en bronze de l'artiste Horst Bohnet
- l'astéroïde (18032) Geiss a été nommé en son honneur.